# جان مک‌ناتن
جان مک‌ناتن (انگلیسی: John McNaughton؛ زادهٔ ۱۳ ژانویهٔ ۱۹۵۰) کارگردان، تهیه‌کننده و فیلم‌نامه‌نویس سینما و تلویزیون اهل ایالات متحده آمریکا است که اصالتاً به شیکاگو تعلق دارد. وی از سال ۱۹۸۴ میلادی تاکنون مشغول فعالیت بوده است.

## حرفه
هنری: تصویر یک قاتل زنجیره‌ای اولین فیلم بلند او بود که کارگردان و همین‌طور یکی از تهیه‌کنندگان و نویسندگان آن نیز بود. اکران این فیلم جنجالی تا سال ۱۳۸۹ به تأخیر افتاد.
مد داگ و گلوری و جنایات جنسی و همچنین قسمت‌هایی از سریال‌هایی مثل قتل: زندگی در خیابان و جان از سینسینتی از جمله سایر فیلم‌های این کارگردان هستند.

## زندگی شخصی
جان مک‌ناتن در دانشگاه دانشگاه ایلینوی در اربانا-شمپین به تحصیل هنرهای زیبا پرداخت. وی همین‌طور از مؤسسه کلمبیا کالج شیکاگو با مدرکی در رشته تولید تلویزیونی دانش‌آموخته شد.

## فیلم‌شناسی
- هنری: تصویر یک قاتل زنجیره‌ای (۱۹۹۰)
- قرض‌گیر (۱۹۹۱)
- سکس، مواد، راک اند رول (۱۹۹۱)
- مد داگ و گلوری (۱۹۹۳)
- دختران زندانی (۱۹۹۴)
- زندگی عادی (۱۹۹۶)
- ایستگاه آتش‌نشانی (۱۹۹۷)
- جنایات جنسی (۱۹۹۸)
- لَنسکی  (۱۹۹۹)
- حالا که حرف سکس پیش آمد (۲۰۰۱)
- داستان هکل (۲۰۰۶)
- خرمن  (۲۰۱۳)